# Hundsjö
Hundsjö (ook wel Hundsjön) is een dorp binnen de Zweedse gemeente Boden. Het dorp is gesticht in de 18e eeuw door mensen die de rivier Skogsån optrokken. Het dorp ligt langs de Haparandalijn; het station uit 1899 en geopend in 1904 door Oscar II van Zweden is een kopie van het station in Boden, maar dan in kleinere vorm. Tussen beide kernen van het dorp ligt het Hundsjöträsket.
Bestuurscentrum: Boden (tätort)
Tätort: Bodträskfors · Gunnarsbyn · Harads · Sävast · Unbyn · Vittjärv
Småort: Åbergstorp · Brännberg · Bredåker · Buddbyn · Degerbäcken · Lakaträsk · Österåker · Överstbyn · Skogså · Sörbyn · Svartbjörnsbyn · Svartlå
Overig: Abramsån · Åkerholmen · Aldernäs · Alträsk · Åskogen · Brobyn · Flarken · Forsnäs · Forsträskhed · Gemträsk · Gransjö · Heden · Hundsjö · Inbyn · Lassbyn · Lombäcken · Mjedsjön · Mockträsk · Nedre Flåsjön · Norra Svartbyn · Norriån · Notträsk · Övre Flåsjön · Råbäcken · Rågraven · Rasmyran · Rödingsträsk · Rörån · Sandträsk · Skogså · Storsand · Svartbäcken · Södra Harads · Valvträsk · Vändträsk · Vibbyn
Wijk Boden: Södra Svartbyn en Trångfors